# Nyborg Vandtårn
Nyborg Vandtårn er et vandtårn opført i 1898-99 beliggende i Nyborg på Dronningens Bastion. Vandtårnet administreres af Fonden for Nyborg Fæstning, som havde prinsgemalen som protektor, og denne ønskede at renovere tårnet, så det kan åbnes for besøgende. Vandtårnet har kapacitet til 200 kubikmeter vand.
I 1997 blev vandtårnet fredet på trods af dets på det tidspunkt knap 100 år.

## Arkitektur
Vandtårnet er rundt og opført i rødt murværk på et støbt fundament. Taget er kegleformet beklædt med skifer og kronet af en vindfløj. Et stykke over indgangspartiet findes Nyborg byvåben i relief. Rundt om vandbeholderen er et galleri.